# О софистических опровержениях
«О софистических опровержениях» (др.-греч. Σοφιστικοὶ Ἔλεγχοι, лат. De Sophisticis Elenchis) —  текст Органона Аристотеля, относящийся к разряду логических сочинений. Датировка сочинения относится к 355 г. до н. э. Текст состоит из 34 глав. Некоторые исследователи рассматривают данный трактат как заключительную (девятую) книгу «Топики».
Имеют место различные по смыслу варианты перевода названия работы с греческого языка: буквальный (например, в немецкой литературе — «Sophistische Widerlegungen», в английской — «On Sophistical Refutations»), «О софистических уловках» (впервые такой вариант был предложен Д. Скотом), «О том, как софисты опровергают своих противников» (Т. Котарбиньский), «Об опровержениях софистических доказательств» (В. Ф. Асмус) и др.
На русском языке эта работа Аристотеля публикуется впервые в переводе М. И. Итнина. Сверка перевода произведена Л. А. Фрейберг. 